# Хакобо Рамон
Хако́бо Рамо́н Наве́рос (ісп. Jacobo Ramón Naveros; нар. 6 січня 2005) — іспанський футболіст, захисник італійського клубу «Комо».

## Клубна кар'єра

### «Реал Мадрид»
Виступав за юнацьку команду «Лас-Росас», а 2013 року приєднався до академії мадридського «Реала». В сезоні 2023–24 почав виступати за «Реал Мадрид C» в Терсері Федерасьйон. 9 вересня 2023 року дебютував за «Реал Мадрид Кастілья» в матчі Прімери Федерасьйон проти «Лінареса». 16 січня 2025 року в поєдинку проти «Вільярреала Б» забив свої перші голи в кар'єрі, відзначившись дублем.
22 січня 2025 року дебютував в основному складі «Реала» в матчі Ліги чемпіонів УЄФА проти австрійського клубу «Ред Булл» (Зальцубург), вийшовши на заміну Антоніо Рюдігеру. 4 травня в поєдинку проти «Сельти» дебютував у Ла-Лізі, замінивши Рауля Асенсіо. 14 травня 2025 року в матчі Ла-Ліги проти «Мальорки» забив свій перший гол за «Реал», принісши перемогу команді (2–1).
В червні 2025 року виступав на Клубному чемпіонаті світу в США. На турнірі провів один матч, а його команда дійшла до півфіналу, де поступилась французькому «Парі Сен-Жермен».

### «Комо»
31 липня 2025 року перейшов в італійський «Комо», підписавши п'ятирічний контракт. Сума трансферу становила 2,5 млн євро.

## Кар'єра в збірній
Виступав за збірні Іспанії до 18 і до 19 років. В липні 2024 року потрапив в заявку збірної до 19 років на юнацький чемпіонат Європи в Північній Ірландії. На турнірі провів 2 матчі, допомігши своїй команді здобути золоті нагороди.

## Статистика виступів
Станом на 27 червня 2025 
| Клуб              | Сезон             | Чемпіонат           | Чемпіонат | Чемпіонат | Кубок | Кубок | Єврокубки | Єврокубки | Інші  | Інші | Всього | Всього |
| Клуб              | Сезон             | Дивізіон            | Матчі     | Голи      | Матчі | Голи  | Матчі     | Голи      | Матчі | Голи | Матчі  | Голи   |
| ----------------- | ----------------- | ------------------- | --------- | --------- | ----- | ----- | --------- | --------- | ----- | ---- | ------ | ------ |
| Реал Мадрид C     | 2023–24           | Терсера Федерасьйон | 4         | 0         | —     | —     | —         | —         | —     | —    | 4      | 0      |
| Реал Мадрид Б     | 2023–24           | Прімера Федерасьйон | 15        | 4         | —     | —     | —         | —         | —     | —    | 15     | 4      |
| Реал Мадрид Б     | 2024–25           | Прімера Федерасьйон | 7         | 3         | —     | —     | —         | —         | —     | —    | 7      | 3      |
| Реал Мадрид Б     | Всього            | Всього              | 21        | 4         | 0     | 0     | 0         | 0         | 0     | 0    | 21     | 4      |
| Реал Мадрид       | 2024–25           | Ла-Ліга             | 3         | 1         | 1     | 0     | 1         | 0         | 1     | 0    | 7      | 1      |
| Комо              | 2025–26           | Серія A             | 0         | 0         | 0     | 0     | —         | —         | —     | —    | 0      | 0      |
| Всього за кар'єру | Всього за кар'єру | Всього за кар'єру   | 28        | 5         | 1     | 0     | 1         | 0         | 1     | 0    | 32     | 5      |

1. ↑  Матчі в Лізі чемпіонів УЄФА
2. ↑  Матчі на клубному чемпіонаті світу

## Досягнення
«Реал Мадрид»
- Переможець Ліги чемпіонів УЄФА: 2023–24[20]
- Володар Суперкубка УЄФА: 2024[21]

Збірна Іспанії (до 19)
- Переможець юнацького чемпіонату Європи (до 19 років): 2024[22]